# Dana Firas

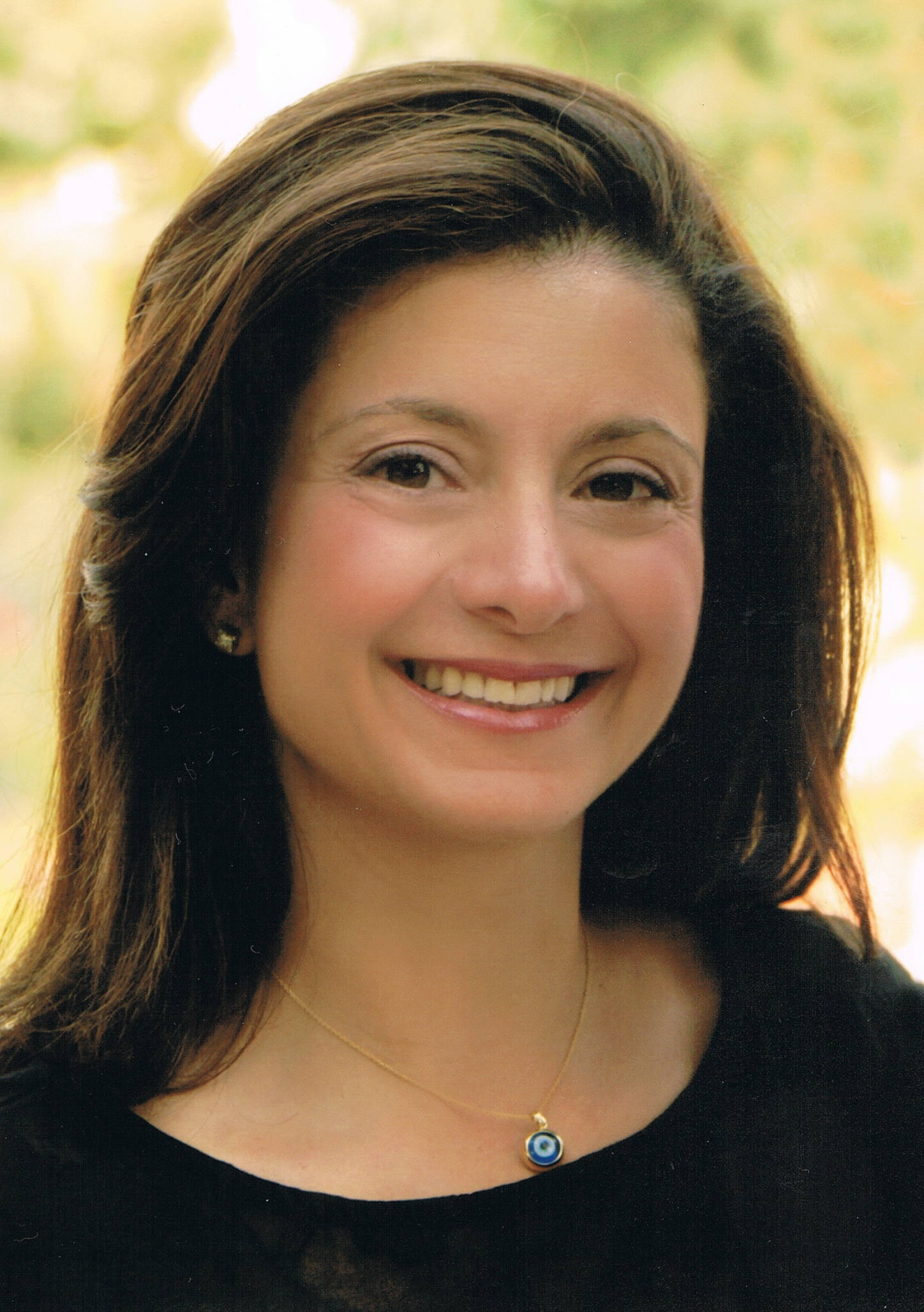
Prinzessin Dana (2017)

Dana Firas (arabisch دانا فراس, DMG Dānā Firās; geboren als Dana Nabil Toukan; * 27. Oktober 1970 in Amman) ist eine jordanische Prinzessin und Ehefrau von Prinz Firas bin Ra'ad. Sie ist seit 2008 Präsidentin des Verwaltungsrates des Petra National Trusts (PNT), einer Nichtregierungsorganisation, die den Schutz der Welterbestätte Petra zur Aufgabe hat. Dafür steht sie in ständiger Verbindung mit dem königlich-haschemitischen Hof und der jordanischen Regierung.

## Herkunft und Ausbildung
Dana Firas wurde 1970 in Amman geboren. Sie besuchte dort die Baccalaureate School. An der Boston University erwarb sie einen Bachelor in International Relations and Economics magna cum laude, an der London School of Economics einen Master in International Development und als Fulbright-Stipendiatin einen Master of Public Administration in Public Policy and Development an der Harvard University.

## Karriere

### Arbeit für den königlichen Hof
Von 1993 bis 2000 arbeitete Dana Firas am Königlich-Haschemitischen Hof im Büro von Königin Nūr an Programmen für nachhaltige Entwicklung, Umweltschutz, Frauenbeteiligung an der Entwicklung, Jugendgesundheit und Erziehung und Programmen für Frieden und internationalen Austausch. Nach dem Tod König Hussein bin Talals 1999 war sie am Aufbau der King Hussein Foundation beteiligt und leitete die Organisation bis September 2000.

### Erhalt des kulturellen Erbes in Jordanien

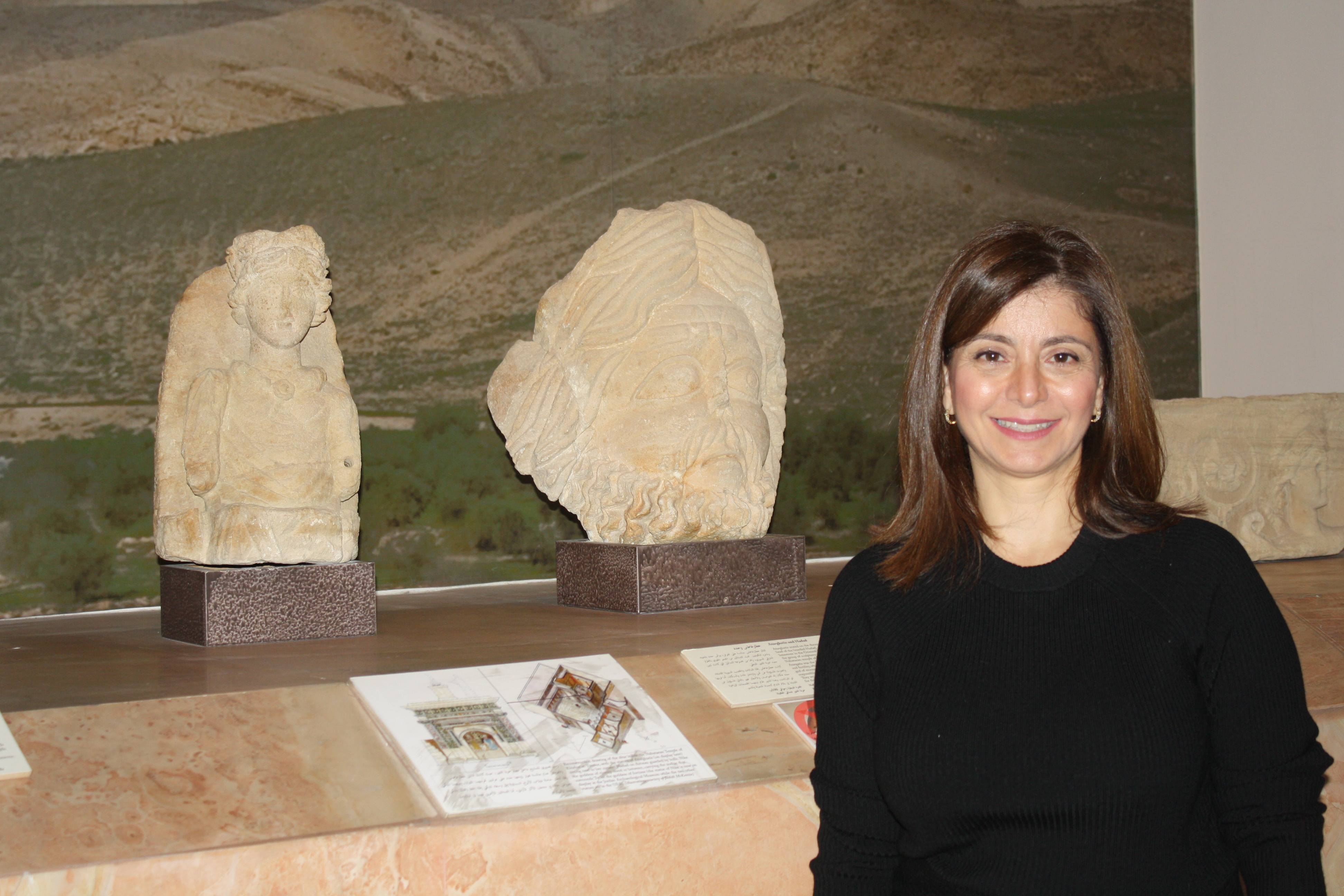
Nabatäische Reliefs am Jordanischen Museum

Prinzessin Dana ist seit 2008 Präsidentin des Petra National Trust (PNT), der ältesten landesweiten Nichtregierungsorganisation Jordaniens auf dem Gebiet Schutz und Erhalt des kulturellen Erbes, gegründet 1989. Die Arbeit des PNT hat drei Schwerpunkte: Interessenvertretung, Erhaltung und Bildung, Sensibilisierung und Öffentlichkeitsarbeit. Prinzessin Dana setzt sich dafür ein, das kulturelle Erbe in den Mittelpunkt der Tourismus- und Entwicklungspolitik und auch aller Programme auf lokaler, regionaler und internationaler Ebene zu stellen. Sie tritt auf internationalen Konferenzen auf der ganzen Welt auf. Im Zentrum ihrer Agenda stehen globale Partnerschaften zum Erhalt des kulturellen Erbes und nachhaltiger Tourismus.
2010 veröffentlichte der PNT ein innovatives Programm für kulturelle Bildung für Kinder, Jugendliche und Lehrer. Das Programm hat das Ziel, dass sich young leaders mit ihrem kulturellen Erbe identifizieren, dass Tourismusunternehmer ein entsprechendes Verantwortungsbewusstsein entwickeln und dass sich viele Beschützer für die einzigartigen historischen Stätten von Petra finden. Der PNT wurde 2017 für diesen innovativen Ansatz für nachhaltigen Tourismus von der Weltorganisation für Tourismus (UNWTO) in Madrid ausgezeichnet.

### Sonstige Aufgaben
Seit Ende der 1990er Jahre war Dana Mitglied des Lenkungsausschusses für den World Conservation Congress, der von der International Union for Conservation of Nature (IUCN) 2000 in Jordanien durchgeführt wurde.
2016 wurde Dana Firas Mitglied der Fulbright-Kommission in Jordanien.
2017 wurde sie von der UNESCO-Generaldirektorin Irina Bokova zur Goodwill-Botschafterin der UN-Bildungsorganisation ernannt.
Sie ist auch als Expertin für den ICOMOS (dt.: Internationaler Rat für Denkmalpflege) tätig und ist Präsidentin des jordanischen ICOMOS-Komitees.

## Auszeichnungen

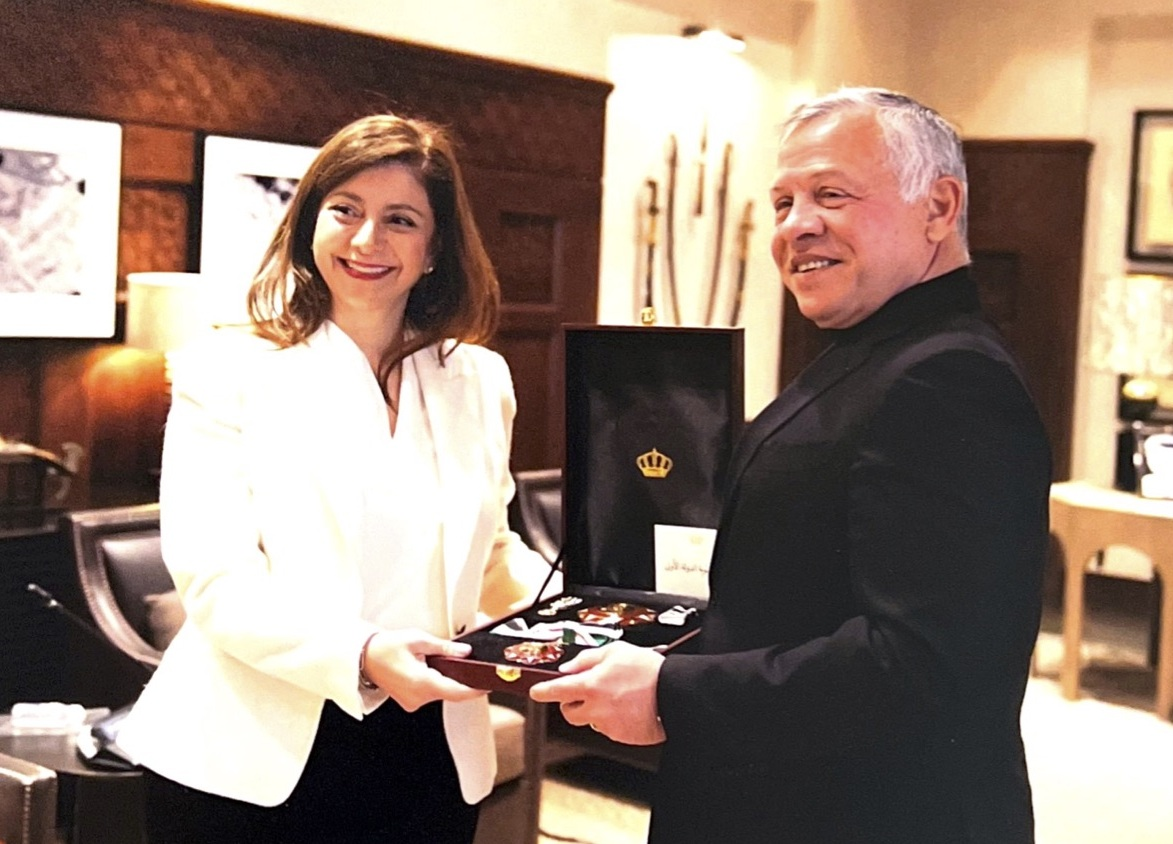
Verleihung des Order of the Centennial durch König Abdullah (2022)

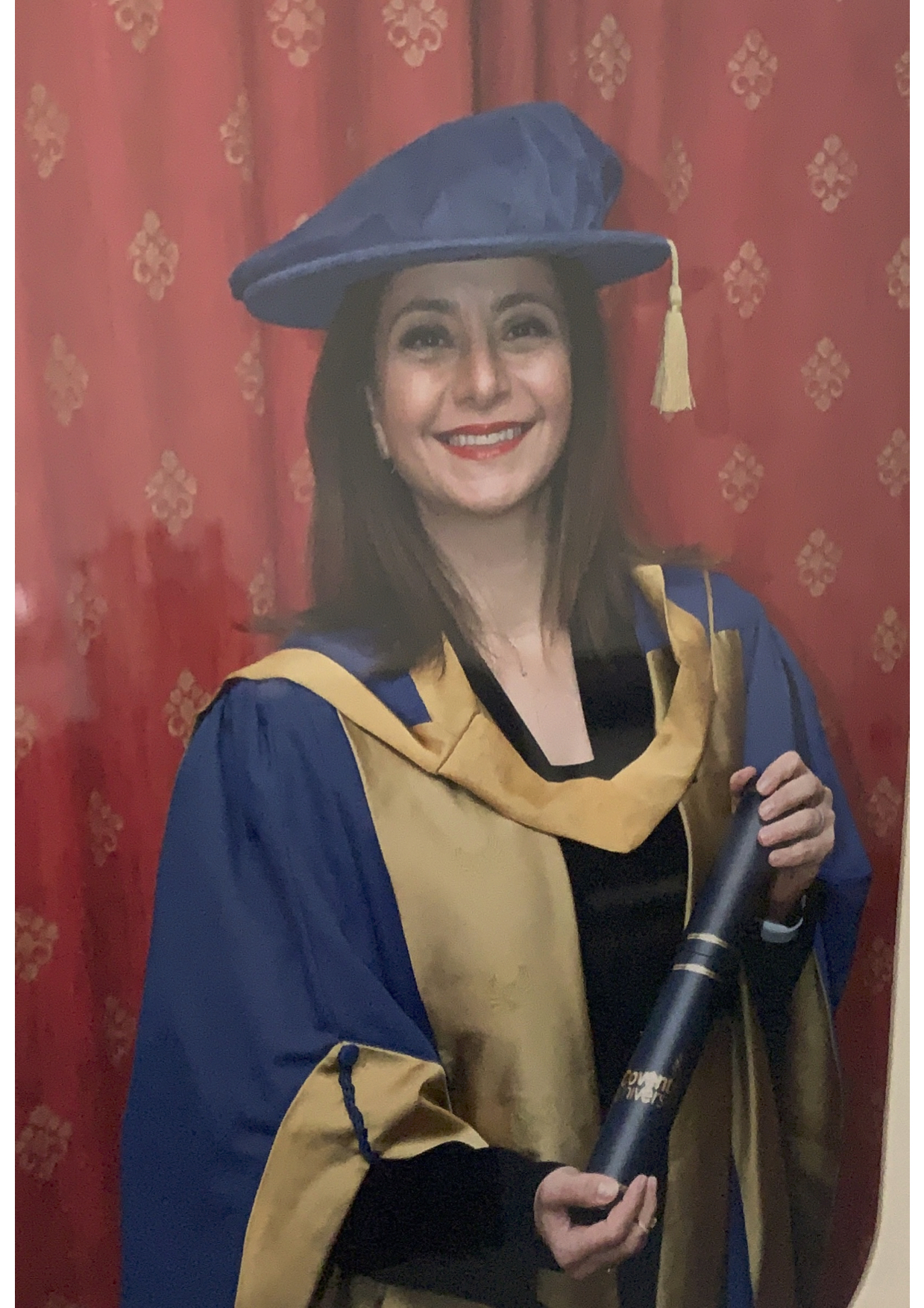
Prinzessin Dana bei der Verleihung der Ehrendoktorwürde der Coventry University (2019)

- 2022 Nordstern-Orden durch König Carl Gustav von Schweden
- 2022 Order of the State Centennial durch König Abdullah II von Jordanien
- 2019 Watch Award des World Monuments Fund[10]
- 2019 Ehrendoktorwürde in Literaturwissenschaften der Coventry University für ihre effektive Rolle beim Schutz des kulturellen Erbes und ihren Beitrag zu nachhaltiger Entwicklung, verantwortungsvollen Tourismus und Beiträge zum Frieden[11]
- 2018 Arab Heritage Person Award (als erste Frau)[12]

## Privates
Prinzessin Dana heiratete 1999 Prinz Firas, den Sohn von Prinz Ra’ad bin Zeid (* 1936), Lord Chamberlain von Jordanien bis 2017 und Majda Ra’ad (1942–2025). Seine Großeltern väterlicherseits waren die bekannte türkische Malerin Prinzessin Fahrelnissa Zeid (1901–1991) und Prinz Zeid bin Hussein, der Regent des ehemaligen irakischen Königs Faisal II., sein Urgroßvater war Hussein ibn Ali, Großscherif von Mekka und der letzte König des Hedschas. Seit ihrer Heirat ist der offizielle Titel H.R.H. Prinzessin Dana.
Das Paar hat drei Kinder, die Töchter Safa (* 2001) und Haya (* 2003) und einen Sohn Hashem (* 2010). Sie leben gemeinsam in Amman.

## Veröffentlichungen
- 2022 mit Bashar Tabbaa (Fotografien): Unique and Outstanding: Jordan's World Heritage Sites, Vorwort Audrey Azoulay, Generaldirektorin der UNESCO[13]
- 2015 Goal 18: Global Development Goals and Heritage Preservation.[14]
- 2012 mit anderen: Tourism and Archeological Heritage Management at Petra: Driver to Development or Destruction[15]
- 2007 mit anderen: State of the World Report
- 2003 mit William C. Clark and Sanjeev Khagram: From the Environment and Human Security to Sustainable Security and Development im Journal of Human Development[16]